# Poststationshuset, Skansen

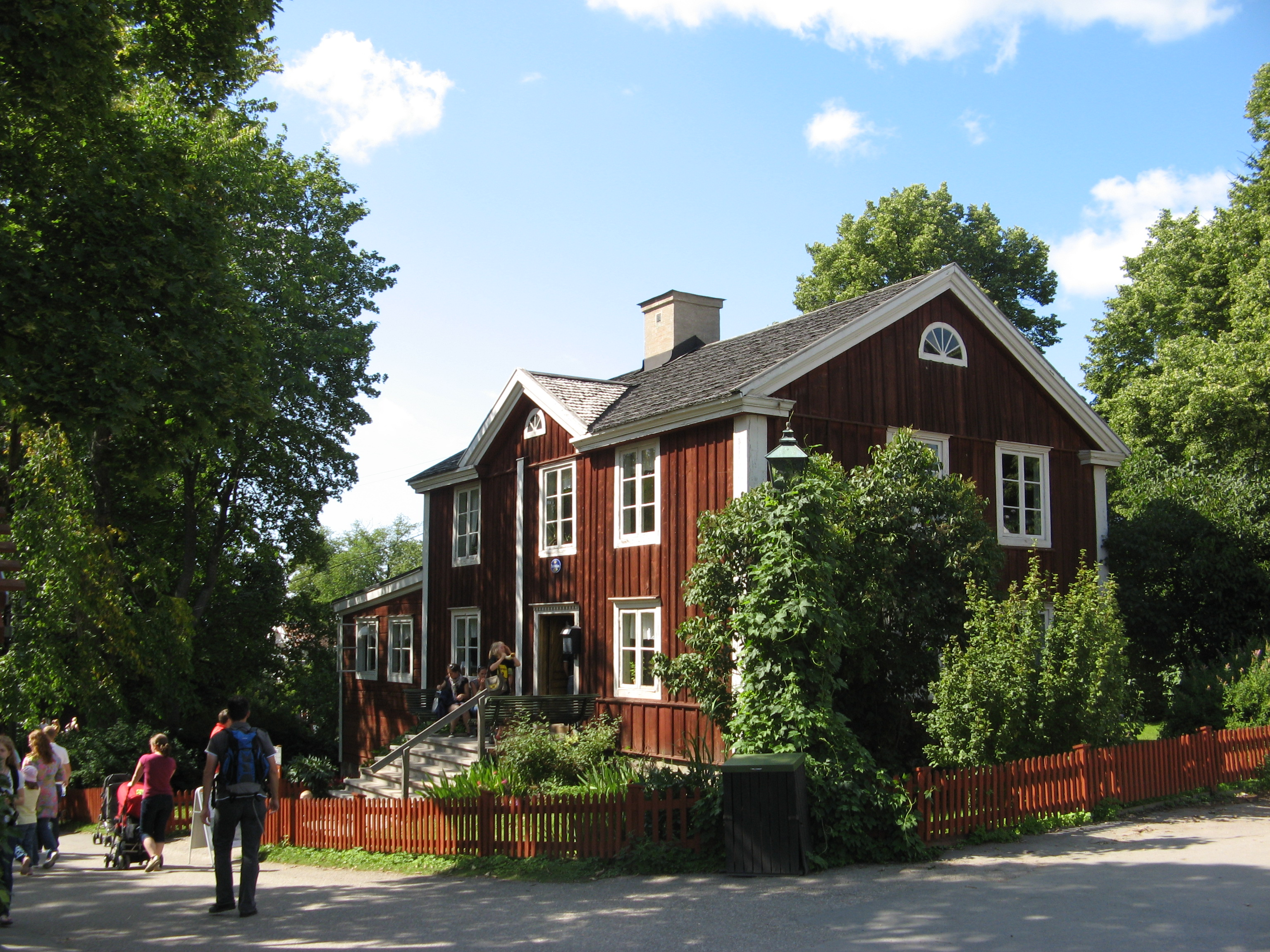
Poststationshuset från Virserum

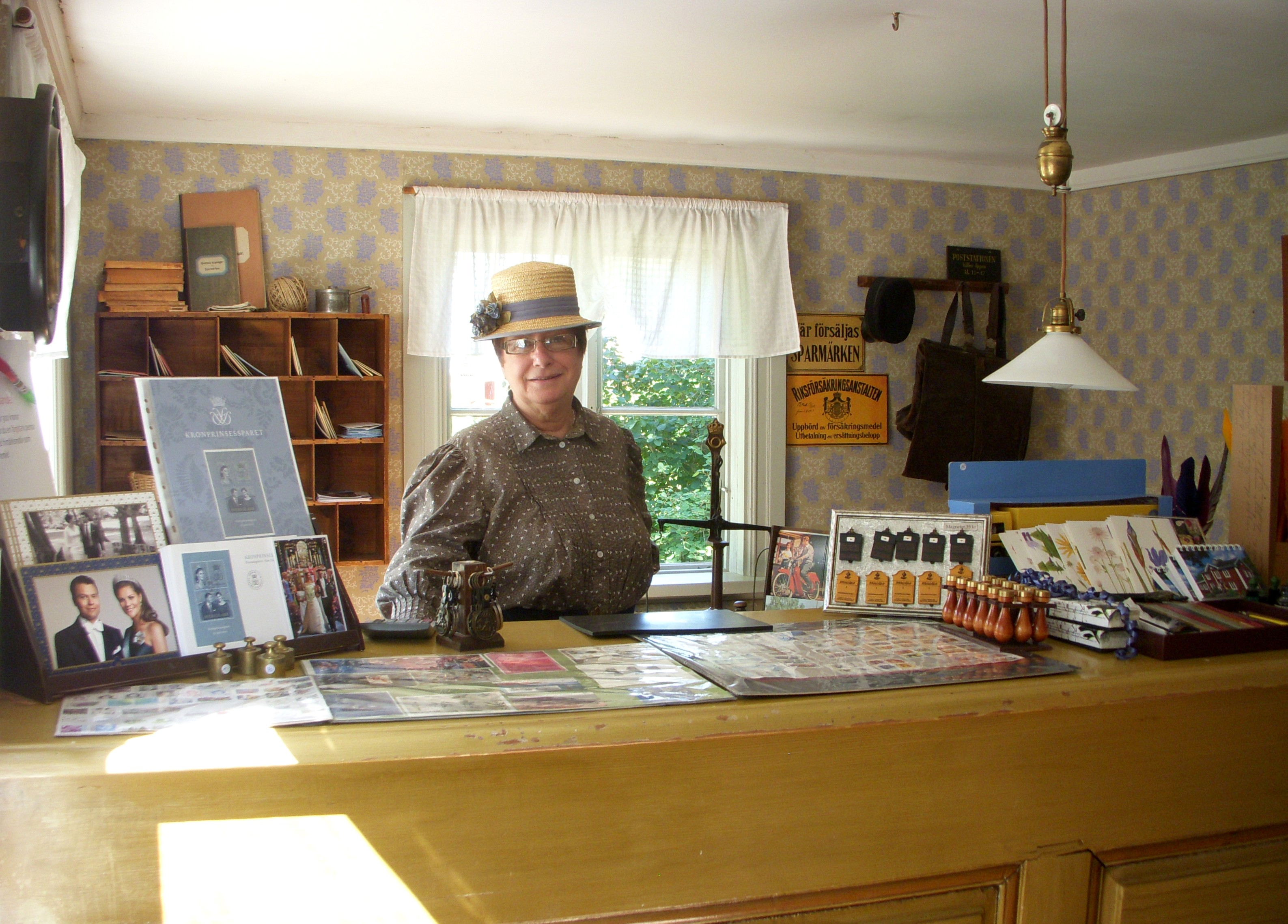
Postlokalen

Poststationshuset är ett av byggnaderna på friluftsmuseet Skansen i Stockholm.  Byggnaden stod ursprungligen vid bron över Virserumsån i Virserum och flyttades till Skansen 1963. Det var mellan 1895 och 1911 Virserums poststation. Här bodde under samma tid handlaren och poststationsföreståndaren Per August Nilsson (1841–1917).
Byggnaden, som är från 1840-talet, fick på 1860-talet en genomgripande renovering och erhöll då sitt nuvarande utseende. Bostadens inredning speglar ett borgerligt hem från 1910-talet. Själva postlokalen består av ett förrum samt expeditionen. Därbakom ligger familjens bostadsrum.